# アブス・マゴメドフ
アブス・マゴメドフ（Abus Magomedov、1990年9月2日 - ）は、ドイツの男性総合格闘家。ロシアのダゲスタン共和国出身。アメリカン・トップチーム/UFDジム所属。UFC世界ミドル級ランキング14位。

## 来歴
ロシアのダゲスタン共和国で生まれ、幼少期からレスリングを経験。15歳でドイツへ移住した後はキックボクシングを経験し、2010年、20歳でプロ総合格闘技デビュー。

### PFL
2018年7月5日、PFL 3のミドル級トーナメント・レギュラーシーズン1回戦でダニーロ・ヴィレフォートと対戦し、右ミドルキックでダウンを奪いパウンドで1RTKO勝ちを収め6ポイントを獲得。8月16日、PFL 6でアンデルソン・ゴンサルベスと対戦し、左フックでダウンを奪いパウンドで1RKO勝ちを収め6ポイントを獲得し、合計12ポイントでプレーオフ進出を果たした。
2018年10月20日、PFL 10のミドル級トーナメント準々決勝でガサン・ウマラトフと対戦し、1-0の判定ドローとなったが、タイブレーク方式でマゴメドフが準決勝に進出した。続く準決勝でサディブー・シーと対戦し、3-0の判定勝ちを収め決勝に進出した。12月31日、PFL 11のミドル級トーナメント決勝でルイス・テイラーと対戦し、左フックで1RKO負けを喫し、準優勝に終わった。

### UFC
2022年9月3日、UFC初参戦となったUFC Fight Night: Gane vs. Tuivasaでダスティン・シュトルツフスと対戦。右前蹴りを効かせ、追撃の右アッパーでダウンを奪いパウンドで開始19秒のTKO勝ち。パフォーマンス・オブ・ザ・ナイトを受賞した。
2023年7月1日、UFC on ESPN: Strickland vs. Magomedovでミドル級ランキング7位のショーン・ストリックランドと対戦し、右ストレートでダウンを奪われパウンドで2RTKO負け。
2025年4月26日、UFC on ESPN: Machado Garry vs. Pratesでミドル級ランキング14位のミシェル・ペレイラと対戦し、3-0の判定勝ち。

## 戦績
| 総合格闘技 戦績 | 総合格闘技 戦績 | 総合格闘技 戦績 | 総合格闘技 戦績 | 総合格闘技 戦績 | 総合格闘技 戦績 | 総合格闘技 戦績 |
| --------------- | --------------- | --------------- | --------------- | --------------- | --------------- | --------------- |
| 34 試合         | (T)KO           | 一本            | 判定            | その他          | 引き分け        | 無効試合        |
| 27 勝           | 14              | 7               | 6               | 0               | 1               | 0               |
| 6 敗            | 2               | 2               | 2               | 0               | 1               | 0               |

| 勝敗 | 対戦相手                       | 試合結果                               | 大会名                                                      | 開催年月日     |
|      | ジョー・パイファー             |                                        | UFC 320: Ankalaev vs. Pereira 2                             | 2025年10月4日  |
| ○    | ミシェル・ペレイラ             | 5分3R終了 判定3-0                      | UFC on ESPN 66: Machado Garry vs. Prates                    | 2025年4月26日  |
| ○    | ブルーノ・フェヘイラ           | 3R 3:14 肩固め                         | UFC 308: Topuria vs. Holloway                               | 2024年10月26日 |
| ○    | ワーレイ・アウヴェス           | 5分3R終了 判定3-0                      | UFC Fight Night: Barboza vs. Murphy                         | 2024年5月18日  |
| ×    | カイオ・ボハーリョ             | 5分3R終了 判定0-3                      | UFC Fight Night: Almeida vs. Lewis                          | 2023年11月4日  |
| ×    | ショーン・ストリックランド     | 2R 4:20 TKO（右ストレート→パウンド）   | UFC on ESPN 48: Strickland vs. Magomedov                    | 2023年7月1日   |
| ○    | ダスティン・シュトルツフス     | 1R 0:19 TKO（右アッパー→パウンド）     | UFC Fight Night: Gane vs. Tuivasa                           | 2022年9月3日   |
| ○    | ツェザリウシュ・ケシク         | 2R 1:53 ギロチンチョーク               | KSW 57: De Fries vs. Kita                                   | 2020年12月19日 |
| ○    | スラヴィシャ・シメウノヴィッチ | 1R 0:47 キムラロック                   | EMC 3: Elite MMA Championship 3                             | 2019年5月4日   |
| ×    | ルイス・テイラー               | 1R 0:33 KO（左フック）                 | PFL 11 【2018年PFLミドル級トーナメント決勝】                | 2018年12月31日 |
| ○    | サディブー・シー               | 5分3R終了 判定3-0                      | PFL 10 【2018年PFLミドル級トーナメント準決勝】              | 2018年10月20日 |
| △    | ガサン・ウマラトフ             | 5分2R終了 判定1-0                      | PFL 10 【2018年PFLミドル級トーナメント準々決勝】            | 2018年10月20日 |
| ○    | アンデルソン・ゴンサルベス     | 1R 1:27 KO（左フック→パウンド）        | PFL 6                                                       | 2018年8月16日  |
| ○    | ダニーロ・ヴィレフォート       | 1R 3:37 TKO（右ミドルキック→パウンド） | PFL 3                                                       | 2018年7月5日   |
| ○    | ダン・ホープ                   | 1R 2:15 TKO（パウンド）                | Superior FC 18: Coga vs. Requeijo 【SFCミドル級王座決定戦】 | 2017年9月16日  |
| ○    | セルジオ・ソウザ               | 1R 1:20 ギロチンチョーク               | Final Fight Championship 29                                 | 2017年4月22日  |
| ○    | アイレス・ベンロワ             | 2R 2:54 ギロチンチョーク               | Superior FC 16: Coga vs. Pereira                            | 2017年3月11日  |
| ○    | マティアス・シュック           | 1R 0:53 TKO（左フック）                | Superior FC 15: Coga vs. Skrivers                           | 2016年10月29日 |
| ○    | イビツァ・トルスチェク         | 2R 4:50 リアネイキドチョーク           | Final Fight Championship 26                                 | 2016年9月23日  |
| ○    | レイモンド・ヤルマン           | 1R TKO（パンチ連打）                   | Superior FC 14: The Comeback                                | 2016年5月21日  |
| ×    | ミッケル・パルロ               | 5分3R終了 判定0-3                      | German MMA Championship 7                                   | 2015年11月7日  |
| ○    | マヌエル・ガルシア             | 1R 0:40 TKO（右膝蹴り）                | Merseburger Fight Night 8                                   | 2015年10月3日  |
| ○    | ヨシップ・アルトゥコヴィッチ   | 1R 1:10 TKO（右ミドルキック）          | Mix Fight Gala 18: The Show Must Go On                      | 2015年6月5日   |
| ○    | ドノヴァン・パナイオティス     | 1R 0:56 TKO（パウンド）                | German MMA Championship 6                                   | 2015年4月18日  |
| ○    | ラファル・ブラフタ             | 5分3R終了 判定3-0                      | German MMA Championship 5                                   | 2014年9月13日  |
| ×    | ラファル・モックス             | 1R 2:53 ギロチンチョーク               | German MMA Championship 4 【GMCミドル級王座決定戦】         | 2013年7月6日   |
| ○    | アンドレアス・ビルゲルス       | 1R 4:44 TKO（パンチ連打）              | Superior FC 13: First Defense 【SFCウェルター級王座決定戦】 | 2013年6月1日   |
| ×    | アンドレアス・シュタール       | 2R リアネイキドチョーク                | Heroes Fighting Championship                                | 2013年3月23日  |
| ○    | ジェシン・アヤリ               | 1R 1:49 TKO（パンチ連打）              | German MMA Championship 3 【GMCウェルター級王座決定戦】     | 2013年2月16日  |
| ○    | デビッド・ロスモン             | 5分3R終了 判定3-0                      | EMMA 1: Casino Fight Night 2                                | 2012年9月15日  |
| ○    | ゴチャ・スモーヤン             | 2R 0:15 TKO（ドクターストップ）        | Superior FC 7 vs. M-1 Global: Fighter Europe                | 2011年11月26日 |
| ○    | ビョルン・コルシス             | 2R 1:28 TKO（ドクターストップ）        | Superior FC 5: Germany vs. Georgia                          | 2011年9月17日  |
| ○    | イゴール・モンテス             | 5分2R終了 判定3-0                      | Mix Fight Gala 9                                            | 2010年11月27日 |
| ○    | ファハド・ジャフリ             | 1R 3:20 リアネイキドチョーク           | Kiru: In The Spirit Of The Knights                          | 2010年5月29日  |
| ○    | ジョッベ・クライマンス         | 1R 1:57 TKO（パンチ連打）              | Outsider Cup: Cage Fight Night 7                            | 2010年4月17日  |
| ○    | ニコラ・ディ・ロレト           | 1R 0:30 ギロチンチョーク               | Outsider Cup: Cage Fight Night 6                            | 2010年2月26日  |

## 獲得タイトル
- Superior FCミドル級王座（2017年）
- Superior FCウェルター級王座（2013年）
- GMCウェルター級王座（2013年）

## 表彰
- UFC パフォーマンス・オブ・ザ・ナイト（1回）